# 布魯諾·朗利
布魯諾·朗利（英語：Bruno Langley；1983年3月21日—）是英國的一位演員。他最著名的作品是在異世奇人中飾演Adam Mitchell，以及在加冕街中飾演Todd Grimshaw。他的父母是澳大利亞人，但他出生並成長在英國。

## 外部連結
- Cole Kitchenn
- Bruno Langley在互联网电影资料库（IMDb）上的資料（英文）